# Laurens ten Dam

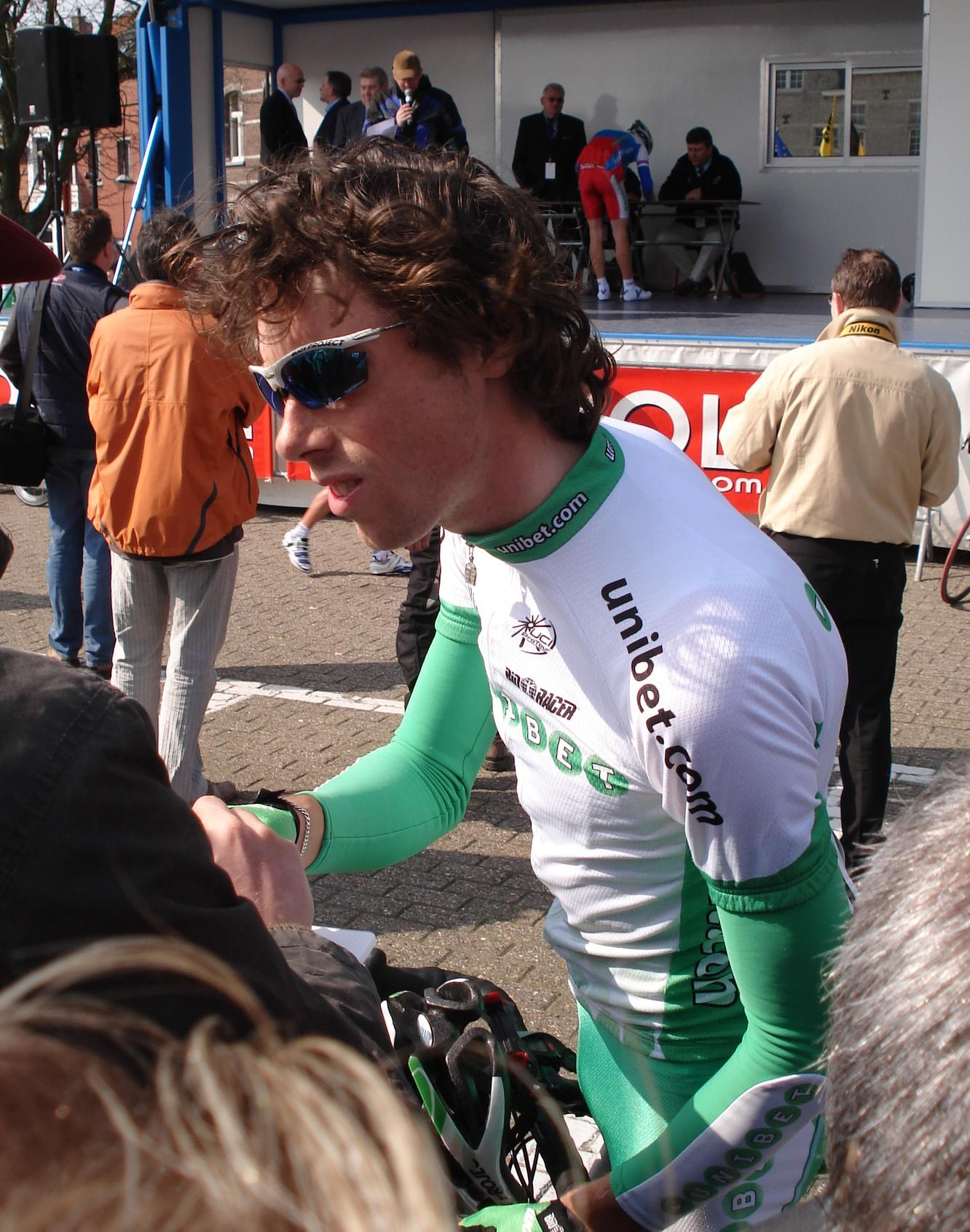
Laurens ten Dam aan de start van de Brabantse Pijl 2007

Laurens ten Dam (Zuidwolde, 13 november 1980) is een Nederlands voormalig wielrenner. In 2019 reed hij voor CCC Team.
Op 8 april 2024 werd Ten Dam door de Wielerunie aangesteld als bondscoach gravelbike. Sinds januari 2025 is hij bondscoach voor de elite vrouwen wegwielrennen.

## Biografie
Ten Dam is geboren in Zuidwolde, een dorp vlak bij Groningen. Zijn ouders bezaten een woonboot in het Boterdiep. In 1989 verhuisde het gezin naar Heiloo. Daar maakte Ten Dam zijn basisschool af om vervolgens in Alkmaar naar het Murmellius Gymnasium te gaan.
Ten Dam begon als amateur te koersen bij het Batavus-amateurteam, waar hij werd gecoacht door Piet Hoekstra. Nadat hij derde werd op de etappekoers van Luxemburg, maakte hij de overstap naar de amateurploeg Rabobank GS3, waarvoor hij vier jaar zou uitkomen. Omdat hij geen kans kreeg bij het profteam van Rabobank, stapte hij over naar het Bankgiroloterij-wielerteam. Na een jaar tekende hij voor Shimano - Memory Corp, om ook daar een jaar te blijven. In 2006 tekende hij een tweejarig contract bij Unibet.com. Hij boekte zijn eerste profzege in de Ronde van de Olympische Solidariteit in Polen en boekte enkele mooie resultaten in de Vierdaagse van Duinkerke (vijfde), Ronde van Duitsland (achtste) en de Route Adélie de Vitré (zevende). Dankzij deze goede prestaties keerde Ten Dam in 2008 terug naar zijn oude ploeg en tekende hij een contract bij Rabobank. Hij honoreerde zijn contract met een overwinning in het Critérium International.
In 2008 reed Ten Dam voor het eerst de Tour de France, waarbij hij (als beste Nederlander) 22e werd. Aan deze Tour dankt hij ook zijn bijnaam The Cobra Killer: in een Touretappe pakte hij Riccardo Riccò, The Cobra terug en sindsdien wordt hij The Cobra Killer genoemd. Bij de wegwedstrijd op de Olympische Zomerspelen 2008 in Peking behaalde hij een 65e plaats. Een jaar later, tijdens zijn tweede Tour de France, ging Ten Dam in de negende etappe bij de afdaling van de Tourmalet in de tweede bocht hard onderuit. De (negatieve) gevolgen van de val waren in de kilometers erna duidelijk zichtbaar.
Op 13 juni 2010 kwam Ten Dam wederom ten val, in de Ronde van Zwitserland. Hij liep zware verwondingen op toen hij in een afdaling onderuit gleed. In het ziekenhuis bleek hij een hersenschudding te hebben en twee ruggenwervels en zijn linkerpols te hebben gebroken. Hierdoor miste hij de Tour de France, waarvoor hij al was geselecteerd voor de Rabobankploeg. Hij reed dat jaar wel de Ronde van Spanje. Als best geklasseerde Nederlander kwam hij tijdens de zestiende etappe op 13 september 2010 opnieuw ten val en brak dezelfde pols, met opgave tot gevolg. Hij moest daardoor ook deelname aan het Wereldkampioenschap in Geelong, Australië laten schieten.
Ook in de Ronde van Frankrijk van 2011 kwam Ten Dam ten val: in de veertiende etappe sloeg hij over de kop in de afdaling van de Col d'Agnes. Ondanks een aantal verwondingen wist hij de ronde uit te rijden: zwaar gehavend aan neus, handen en rug finishte hij net binnen de tijdslimiet.
In 2012 startte Ten Dam de Ronde van Frankrijk aanvankelijk als luxeknecht voor kopmannen Bauke Mollema en Robert Gesink. Toen zij door valpartijen geen kans meer maakten op een goede eindklassering, mocht Ten Dam voor eigen kansen rijden. Hij ging verschillende malen mee met een ontsnapping en eindigde als 28e en beste Nederlander in het eindklassement. Tijdens de Ronde van Spanje wist hij voor het eerst in zijn carrière in de top 10 van een Grote Ronde te eindigen: hij werd achtste in het eindklassement.
In juli 2013, tijdens de 100e Tour de France, stond Ten Dam met Mollema dagenlang in de top 5. Hij startte ook in de Ronde van Spanje, maar ging in de tijdrit onderuit en gaf een dag later op.
Een jaar later was Ten Dam na een minder voorjaar weer van de partij in de Tour. Hij had een moeizame start in de Vogezen. Vanaf de Alpen ging het steeds beter en kwam hij in de top van het klassement. Ook in de Pyreneeën hield hij zich goed staande, hij stond zelfs even boven kopman Bauke Mollema, die hem een rit later weer inhaalde. Na de Pyreneeën stond hij achtste in het klassement. In de tijdrit op de voorlaatste dag zakte hij een plaatsje in het klassement. Hij haalde Mollema in, maar werd gepasseerd door de Tsjech Leopold König en de Spanjaard Haimar Zubeldia. Ook in de Vuelta a España deed hij weer mee. Hij was door de Belkinformatie samen met Robert Gesink en Wilco Kelderman aangewezen om een klassement te gaan rijden, maar bij hem wilde het niet lukken en hij eindigde op een voor hem teleurstellende 44e plaats.
In 2015 tekende Ten Dam een contract bij Team Giant-Alpecin voor 2016. Ten Dam reed de Ronde van Italië in 2017 voor Team Sunweb, in dienst van kopman Tom Dumoulin. Dumoulin won deze honderdste editie van de Ronde van Italië als eerste mannelijke Nederlander. Het was voor Ten Dam zijn tweede deelname aan de Giro. Bij zijn vorige deelname in 2009 won eveneens een ploeggenoot, de Rus Denis Mensjov.
In oktober 2019 heeft Ten Dam zijn carrière beëindigd in de Ronde van Lombardije als 94e. Doordat zijn goede vriend en landgenoot Bauke Mollema deze editie won, eindigde de carrière van Ten Dam nog met een hoogtepunt.
Ten Dam neemt nog wel deel aan wielerwedstrijden, met name op avontuurlijke parcours.
Hij won in 2021 de Gravel Locos en werd tweede in Unbound Gravel. In 2022 werd hij tweede in de Transcordilleras Rally in Colombia. Dat is een wedstrijd over acht dagen, waarin de deelnemers 1100 kilometer afleggen over onverharde wegen, waarin 25.000 hoogtemeters overwonnen moeten worden. Daarbij nemen ze hun eigen bagage mee en moeten ze hun eigen materiaal verzorgen.
In juni begon Ten Dam aan de Tour Divide waarin hij na een strijd van bijna 4500km op een derde plaats eindigde.

## Overwinningen
2006
2e etappe Koers van de Olympische Solidariteit
2008
1e etappe Internationaal Wegcriterium
Puntenklassement Internationaal Wegcriterium
2009
Bergklassement Ronde van Romandië
2011
Profronde van Tiel
2012
Ridderronde Maastricht
2013
Spektakel van Steenwijk
2014
Profronde van Tiel
2021
Gravel Locos

## Resultaten in voornaamste wedstrijden
| Jaar | Ronde van Italië | Ronde van Frankrijk | Ronde van Spanje |
| ---- | ---------------- | ------------------- | ---------------- |
| 2004 |                  |                     |                  |
| 2005 |                  |                     |                  |
| 2006 |                  |                     |                  |
| 2007 |                  |                     |                  |
| 2008 |                  | 21e                 |                  |
| 2009 | 28e              | 58e                 |                  |
| 2010 |                  |                     | opgave           |
| 2011 |                  | 57e                 |                  |
| 2012 |                  | 28e                 | 8e               |
| 2013 |                  | 13e                 | opgave           |
| 2014 |                  | 9e                  | 44e              |
| 2015 |                  | 92e                 |                  |
| 2016 |                  | 73e                 |                  |
| 2017 | 34e              | 67e                 |                  |
| 2018 | 35e              | 51e                 |                  |
| 2019 | opgave           |                     |                  |

| Jaar | Milaan-San Remo | Ronde van Vlaanderen | Amstel Gold Race | Luik-Bast.‑Luik | Ronde van Lombardije | Waalse Pijl | Clásica San Sebastián |  | WK op de weg |  | Wereldranglijsten |
| ---- | --------------- | -------------------- | ---------------- | --------------- | -------------------- | ----------- | --------------------- |  | ------------ |  | ----------------- |
| 2004 |                 |                      | opgave           |                 |                      |             |                       |  |              |  |                   |
| 2005 |                 |                      | 101e             |                 |                      |             |                       |  |              |  |                   |
| 2006 |                 |                      | 42e              | 71e             |                      | 55e         |                       |  |              |  |                   |
| 2007 | 56e             | 48e                  | 43e              |                 |                      |             | 61e                   |  | opgave       |  | 95e (UPT)         |
| 2008 |                 |                      | 51e              |                 |                      | 34e         |                       |  |              |  | 124e (UPT)        |
| 2009 |                 |                      |                  |                 | opgave               |             |                       |  |              |  |                   |
| 2010 |                 |                      | 53e              | 32e             |                      | 114e        | 84e                   |  |              |  |                   |
| 2011 |                 |                      |                  | 53e             | opgave               | 33e         | 39e                   |  |              |  | 64e (UWT)         |
| 2012 |                 |                      |                  | 63e             | 39e                  | 56e         | 56e                   |  | 119e         |  | 80e (UWT)         |
| 2013 |                 |                      | 44e              | 49e             | opgave               | 79e         |                       |  | opgave       |  | 107e (UWT)        |
| 2014 |                 |                      | 51e              |                 | opgave               | 30e         | 57e                   |  |              |  | 81e (UWT)         |
| 2015 |                 |                      |                  | 62e             |                      | 101e        |                       |  |              |  |                   |
| 2016 |                 |                      |                  |                 |                      |             | opgave                |  |              |  |                   |
| 2017 |                 |                      |                  |                 | opgave               |             | 50e                   |  |              |  | 227e (UWT)        |
| 2018 |                 |                      | 94e              |                 |                      | 49e         |                       |  |              |  | 235e (UWT)        |
| 2019 |                 |                      |                  | opgave          | 94e                  |             |                       |  |              |  |                   |

### Resultaten in kleinere rondes
| Jaar | Tour Down Under | Parijs-Nice | Tirreno-Adriatico | Ronde van Catalonië | Ronde van het Baskenland | Ronde van Romandië | Critérium du Dauphiné | Ronde van Zwitserland | Ronde van Polen |
| ---- | --------------- | ----------- | ----------------- | ------------------- | ------------------------ | ------------------ | --------------------- | --------------------- | --------------- |
| 2007 |                 |             |                   | 9e                  | 62e                      | 30e                |                       | 65e                   | 18e             |
| 2008 |                 | 42e         |                   |                     | 29e                      | 59e                |                       | 10e                   | 85e             |
| 2009 |                 |             |                   |                     |                          | 42e                |                       |                       |                 |
| 2010 |                 |             |                   | 28e                 | 59e                      |                    |                       | opgave                |                 |
| 2011 | 5e              | opgave      |                   | 12e                 |                          |                    |                       | 8e                    |                 |
| 2012 |                 | 43e         |                   | 77e                 |                          | 39e                |                       | 23e                   |                 |
| 2013 |                 |             |                   | 60e                 | 39e                      |                    | 13e                   |                       |                 |
| 2014 |                 |             |                   | 62e                 |                          | 24e                |                       | 13e                   |                 |
| 2015 |                 |             | 80e               | opgave              |                          | 63e                |                       | 20e                   |                 |
| 2016 |                 | 122e        |                   | 80e                 |                          |                    |                       | 72e                   |                 |
| 2017 |                 |             |                   | 16e                 | 60e                      | 37e                |                       |                       |                 |
| 2018 |                 |             |                   | 65e                 | opgave                   | 36e                |                       | opgave                |                 |
| 2019 |                 | 44e         |                   | 31e                 |                          |                    |                       | 86e                   |                 |

## Ploegen
- 2002 –  Rabobank GS3
- 2003 –  Rabobank GS3
- 2004 –  Bankgiroloterij
- 2005 –  Shimano-Memory Corp
- 2006 –  Unibet.com
- 2007 –  Unibet.com
- 2008 –  Rabobank
- 2009 –  Rabobank
- 2010 –  Rabobank
- 2011 –  Rabobank Cycling Team
- 2012 –  Rabobank Cycling Team
- 2013 –  Belkin-Pro Cycling Team [a]
- 2014 –  Belkin-Pro Cycling Team
- 2015 –  Team LottoNL-Jumbo
- 2016 –  Team Giant-Alpecin
- 2017 –  Team Sunweb
- 2018 –  Team Sunweb
- 2019 –  CCC Team

1. ↑  Tot de Ronde van Frankrijk heette de ploeg Blanco-Pro Cycling Team, maar na het aantrekken van Belkin als hoofdsponsor werd de naam veranderd.